# 卡利亞里大學
卡利亚里大学（義大利語：Università degli Studi di Cagliari）是位于意大利撒丁岛首府卡利亚里的公立大学。它成立于1606年，下设11个院系。

## 历史
卡利亚里综合学院（拉丁語：Studium Generalis Kalaritanum）成立于1606年，但直到1620年获得西班牙国王腓力三世的特许后才开始运作，沿袭了西班牙的萨拉曼卡大学、巴利亚多利德大学和莱里达大学的风格。其前身是撒丁国王卡利亚里大学及普通研究学院（Universidad y Estudio General de Caller en el Reyno de Cerdeña）。该校最初提供法律、拉丁语、希腊语和希伯来语文学、文学、医学、外科学、哲学和科学等课程。18世纪撒丁岛被萨伏依王朝统治后，大学章程修改，扩建了理学院和研究所。新的大学建筑由皮埃蒙特工程师 Saverio Belgrano di Famolasco设计，于18世纪末完工。如今，这里是校长办公室和行政办公室。
蒙塞拉托市郊新建成了一个占地73公顷的大学校园。校园内设有理学院、多个系部及其所属学院，以及一所与其他医疗机构整合的大学综合医院。

## 著名校友
- 科拉多·基尼，意大利社會學家，知名于基尼系数。